# 小二仙草科
小二仙草科（学名：Haloragaceae）為多年生沉水或挺水之雙子葉植物，共6屬，約有120種，全世界分布。其中，以澳洲地區最廣。在中國大陸、台灣該科植物共有2屬，如聚藻。於兩地的該植物，多生長在溝渠，池塘，水田。平常以沉水狀態呈現，不過枯水期，則會呈現挺水狀。

## 分類
小二仙草科在不同的植物分類系統內，被分類在不同的目裡。
- 克朗奎斯特分类法 - 小二仙草目。
- APG II植物分類系統 - 虎耳草目。

## 屬
- Glischrocaryon
- Gonocarpus
- 小二仙草屬（Haloragis）
- Haloragodendron
- Laurembergia
- Meziella
- 狐尾藻屬（Myriophyllum）
- Proserpinaca